# Tulemalu Lake
Der Tulemalu Lake ist ein See im kanadischen Territorium Nunavut.

## Lage
Der See befindet sich 55 km östlich des Dubawnt Lake und 320 km westlich der Hudson Bay. Der am nächsten gelegene Ort ist das 220 km nordöstlich gelegene Baker Lake. Der etwa 662 km² große See besitzt eine Längsausdehnung in SW-NO-Richtung von 47 km sowie eine maximale Breite von 25 km. Er liegt auf einer Höhe von 279 m. Der Kunwak River, ein Nebenfluss des Kazan River, entwässert den See nach Norden hin zum Tebesjuak Lake. 